# Johann Ludwig Yorck von Wartenburg

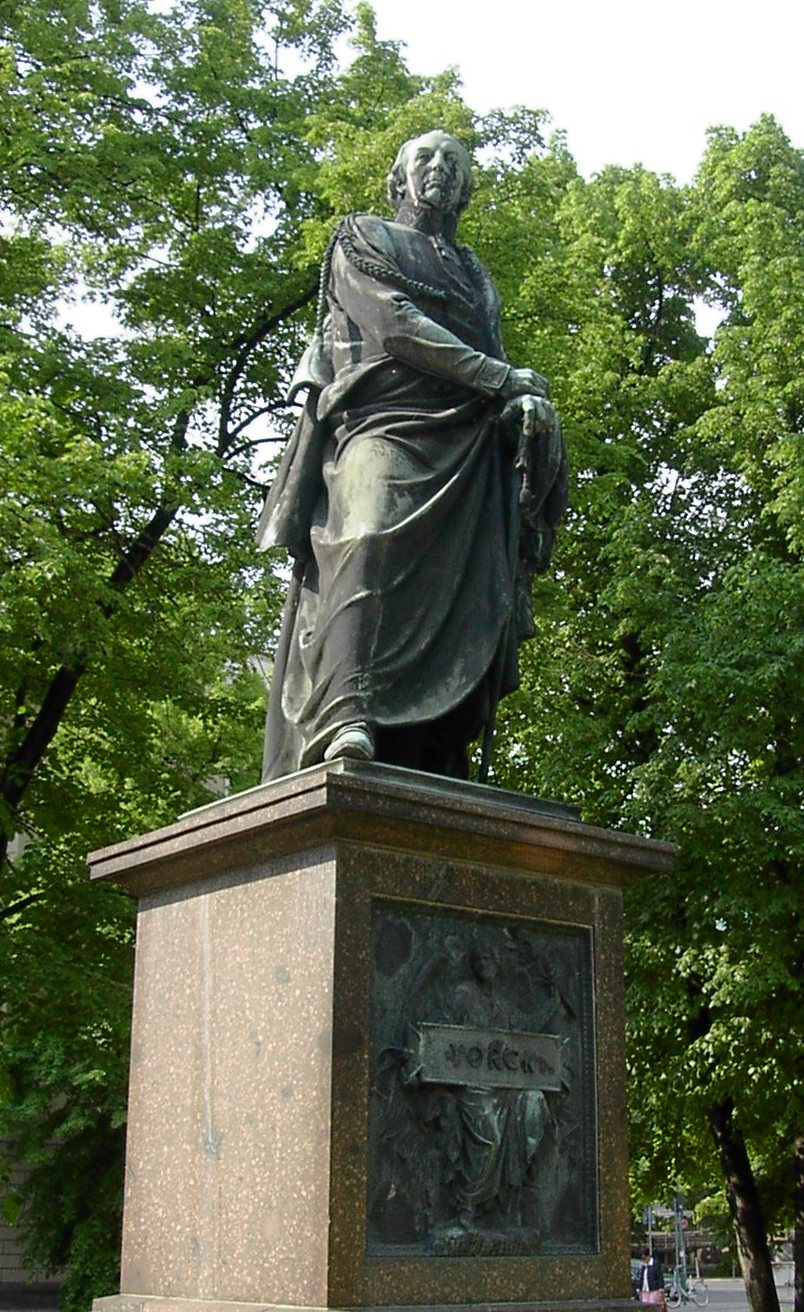
Pomnik Johanna Davida Ludwiga Yorcka von Wartenburg w Berlinie

Johann David Ludwig Graf Yorck von Wartenburg (ur. 26 września 1759 w Poczdamie, zm. 4 października 1830 w Oleśnicy Małej) – pruski feldmarszałek (niem. Generalfeldmarschall), który odegrał wybitną rolę w zerwaniu przez Królestwo Pruskie sojuszu z Cesarstwem Francuskim i zawiązaniu przymierza z Imperium Rosyjskim podczas wojny VI koalicji z Napoleonem. Stał się założycielem niemieckiego rodu hrabiowskiego Yorck von Wartenburg. Ludwig van Beethoven skomponował na jego cześć „Yorckscher Marsch”.

## Życiorys
Ojciec Yorcka, David Jonathan von Yorck (1721–1784), pochodzący z rodziny Jarken-Gustkowskich (Gostkowskich), urodził się w Rowach koło Ustki. Jark-Gustkowscy (Gostkowscy) byli drobnoszlacheckim rodem kaszubskim. Dziadek Johanna – Jan Jarka urodził się w Gostkowie (stąd nazwisko Gostkowski) i był pastorem w Rowach. Johann David Ludwig urodził się w Poczdamie jako nieślubne dziecko; jego matką była córka rzemieślnika, mieszczka Maria Sophia Pflug (Pftugin) (1730–1790). Jego rodzice wzięli ślub, gdy Johann miał cztery lata.
Yorck wstąpił do armii pruskiej w roku 1772, ale po siedmiu latach został zwolniony za niesubordynację i krytykowanie metod rekrutacyjnych swych przełożonych. Zaciągnął się następnie do armii holenderskiej i przez trzy lata służył w Indiach Wschodnich w stopniu kapitana. Gdy wrócił do Prus w roku 1785, został po śmierci Fryderyka Wielkiego przywrócony do służby, by w roku 1794 wziąć udział w tłumieniu insurekcji kościuszkowskiej w Królestwie Polskim, odznaczając się szczególnie podczas bitwy pod Szczekocinami.
W pięć lat później Yorck odznaczył się ponownie jako dowódca pułku piechoty lekkiej, będąc jednym z pierwszych w pruskiej armii szkoleniowców strzelców wyborowych. W 1805 został mianowany dowódcą brygady piechoty i w czasie przegranej bitwy pod Jeną wyróżnił się jako dowódca straży tylnej. W czasie ostatniej bitwy korpusu Blüchera pod Lubeką został poważnie ranny i dostał się do niewoli.
Yorck odegrał niepoślednią rolę w reorganizacji armii pruskiej po zawarciu pokoju w Tylży, najpierw jako generał-major na czele Brygady Zachodniopruskiej, a następnie generalny inspektor piechoty lekkiej. Ostatecznie został mianowany zastępcą generała Grawerta, głównodowodzącego pruskim korpusem posiłkowym w czasie napoleońskiej inwazji na Rosję. Od samego początku obaj generałowie nie mogli się dogadać: Grawert był zdecydowanym zwolennikiem Francji i Napoleona, podczas gdy Yorck żarliwym pruskim patriotą i przeciwnikiem cesarza Francuzów. Wkrótce jednak Grawert odszedł ze służby, a Yorck objął jego stanowisko.
W marszu na Rygę Yorck miał okazję wykazać się wysokim kunsztem w serii potyczek, które zmusiły Rosjan do schronienia się w murach miasta. W czasie całej kampanii rosyjscy generałowie wielokrotnie próbowali namówić go do przejścia na ich stronę; Yorck odrzucał te propozycje, ale coraz jaśniej dostrzegał, że francuska Wielka Armia wpadła w pułapkę bez wyjścia. W pewnym momencie marszałek Macdonald, jego bezpośredni francuski przełożony, wycofał się przed następującą armią Dybicza, zostawiając Yorcka samemu sobie. Żołnierski obowiązek nakazywał mu bić się do końca, próbując wyrwania się z matni, ale obudził się w nim pruski patriota. Miał do wyboru lojalność lub, ryzykując głową, przejście na stronę nieprzyjaciela. W końcu (20 grudnia), przekonany przez Dybicza, podjął ostateczną decyzję.
Podczas spotkania w Taurogach (30 grudnia) podpisał z Dybiczem zawieszenie broni, a Yorck – nie pytając o zgodę króla – ogłosił, że korpus pruski jest – w toczonej właśnie wojnie – „neutralny”. W Prusach wieść o tym przyjęta została z entuzjazmem, ale dwór nie mógł jeszcze zrzucić maski sprzymierzeńca Francuzów. Yorck został formalnie pozbawiony dowództwa i postawiony przed sądem polowym. Dybicz nie zezwolił na dostarczenie mu orzeczenia przez własne linie i ostatecznie Yorck został na stanowisku aż do zawarcia traktatu kaliskiego umiejscawiającego Prusy w szeregach koalicji. Czyn Yorcka był w tym sensie niejako punktem zwrotnym w historii Prus. Dopełnił formalności, wypowiadając wojnę Napoleonowi jako naczelny dowódca nowej pruskiej armii.
17 marca 1813 Yorck wkroczył do Berlina w atmosferze powszechnego uniesienia. Tego samego dnia król wypowiedział wojnę Francji. W czasie kampanii 1813-14 Yorck odniósł szereg dalszych sukcesów. Osłaniał odwrót Blüchera po przegranej pod Budziszynem i odegrał kluczową rolę w bojach nad Kaczawą. Podczas marszu na Lipsk jego korpus wygrał pod Wartenburgiem nad Łabą (3 października 1813) i wziął udział w zwycięskiej dla sił koalicji Bitwie Narodów. W kampanii francuskiej roku 1814 Yorck brał udział w bitwach pod Montmirail i Laon.
Uderzenie na Paryż było ostatnią bitwą, w jakiej brał udział. W czasie kampanii roku 1815, zgodnie z doktryną Gneisenaua, żaden ze starszych generałów nie został powołany w szeregi armii. Yorck został przeniesiony do korpusu rezerwowego w Prusach, po czym uważając, że nie jest już potrzebny, zgłosił chęć odejścia z wojska. Król nie przyjął jego rezygnacji i w roku 1821 mianował go feldmarszałkiem. W 1814 został także hrabią Yorck von Wartenburg. Resztę życia spędził w Oleśnicy Małej na Śląsku, w posiadłości, którą otrzymał w darze od króla. Został pochowany w mauzoleum rodowym w Oleśnicy Małej. Jego pomnik, dłuta Christiana Daniela Raucha, wzniesiono w Berlinie w roku 1855. Nazwisko feldmarszałka nadano wielu ulicom – Yorckstraße.
Jego prapraprawnukiem był Peter Yorck von Wartenburg – przeciwnik hitleryzmu.
W 1813 roku dedykowano mu Marsz Nr 1 Beethovena, zwany od nazwiska Yorckscher Marsch.